# Barra da Tijuca
Barra da Tijuca (normalment anomenat Barra) és un barri de la zona oest de la ciutat de Rio de Janeiro a Brasil.

## Geografia
El barri Barra da Tijuca va néixer aproximadament fa 40 anys, al mig d'enlloc, a la vora de platges immenses. La Barra té 18 quilòmetres de platja i 3 grans llacs.

### Platges

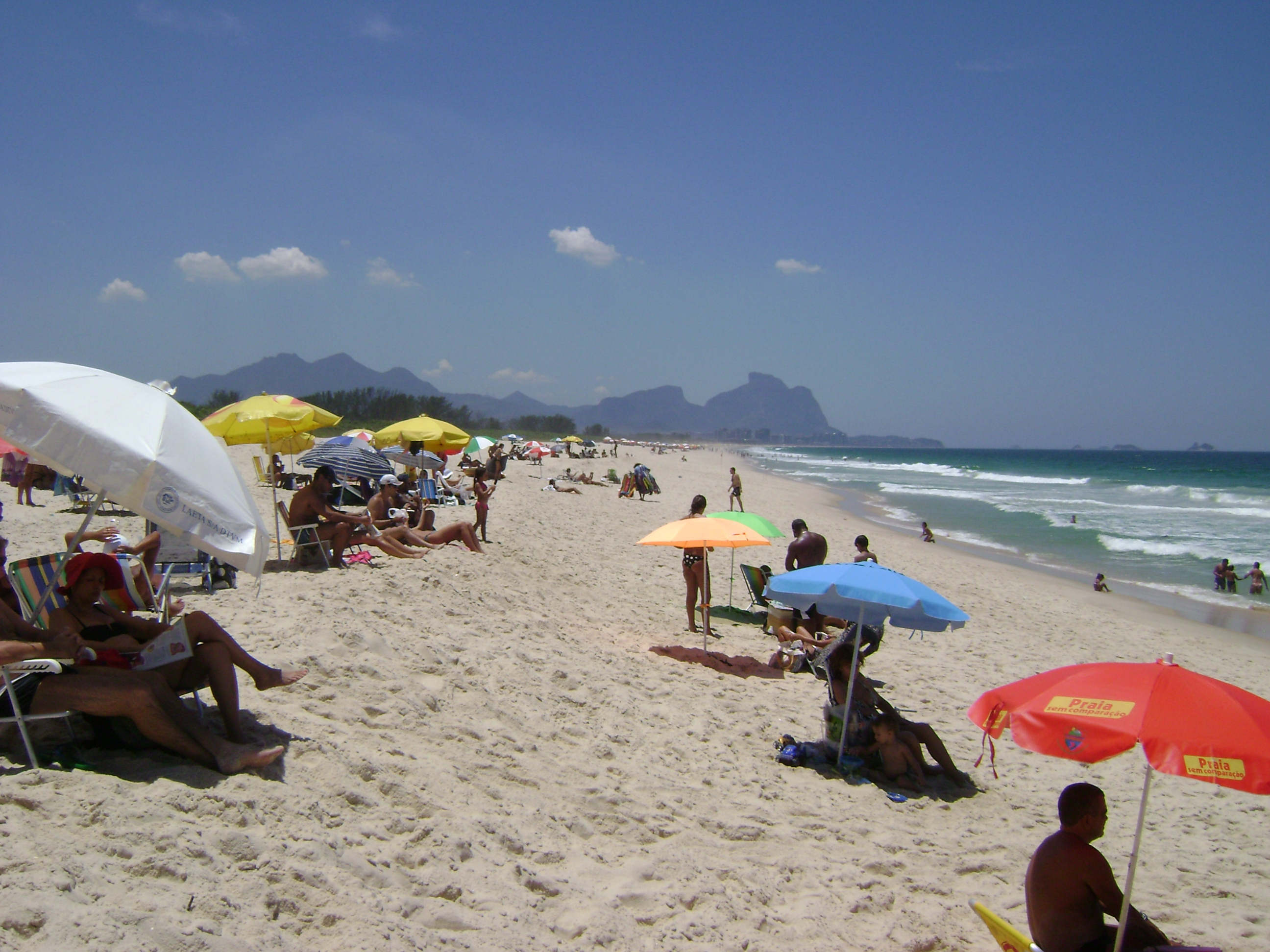
La platja

Amb una aigua turquesa i d'ones poderoses, la platja de Barra, la més gran de la ciutat, és la una de les més buscades pels practicants de surf, de Surf de vela i de bodyboard.
Els nombrosos cafès, quioscos i restaurants atreuen un nombre sempre més elevat de visitants. Immobles imponents es disposen al llarg de la platja, i són habitats per famílies de classes altes i mitjanes.
Es va tractar d'una platja particularment atractiva per a la pràctica dels esports nàutics, ja sigui la pesca marítima, el Surf d'estel, el bodyboard, el Surf de vela i l'estand up paddle. Hi ha igualment un Carril bici al llarg de la platja. D'altres activitats esportives són habituals, com el Futbol platja, el Futvòlei, el Voleibol de platja, el slackline, la cursa, i el frescobol.
Existeix també la platja Praia da Reserva que, amb més de quatre quilòmetres de sorra blanca, és la més gran àrea protegida d'aquesta regió, assegurant la conservació d'espècies permanents i d'ecosistemes. La platja és igualment protegida dels interessos del sector immobiliari privat.
Cada any té lloc al mes de maig el Rio Pro, única etapa brasilera del campionat del món de surf. La competició té lloc generalment al nivell del lloc de socors número 2 (anomenat « postinho » pels carioques).

## Demografia
Barra és un barri relativament nou, tenint un indici de desenvolupament humà mitjà (IDH=0,942). La taxa d'alfabetització dels adults és de 99,38 %, el segon més elevat de Rio de Janeiro.
Les dades demogràfiques indiquen que la zona ha crescut el 44 %, o sigui 124.000 nous habitants, als anys 1990. El més fort augment ha tingut lloc durant la segona meitat d'aquest decenni, amb una taxa relativa del 26 %, o sigui 45.700 nous residents.

## Urbanisme

### Americanització i controvèrsia
Mentre la ciutat de Rio de Janeiro, a la seva part més antiga i aristocràtica (centre, zona sud), posseeix una arquitectura més aviat basada en el model europeu, la Barra da Tijuca és fortament influïda per la d'Amèrica del Nord, sobretot l'arquitectura practicada a les ciutats de Miami, Las Vegas i Los Angeles. l'llengua anglesa hi és també fortament valorada. El barri és ple d'establiments amb paraules angleses als seus noms (ex: Barra Business Center, Barra Prima Office, o Barra Space Center, etc.)
Fora de l'arquitectura del barri, altres indicis demostren la sobrevaloració de la cultura i del mode de vida americà: el consumisme, el culte als cotxes i autopistes, la presència de nombrosos shopping centers i grans superfícies, de cadenes americanes de fast food, així com dels condominis i dels pisos luxosos dotats de grans infraestructures d'oci.
Per als que viuen als condominis, és possible de viure una vida gairebé completa sense anar a un altre lloc. Els habitants d'altres parts de la ciutat, sobretot aquells descendents de la zona sud, acusen sovint el barri i els seus habitants d'estar massa aïllats culturalment de la realitat socioeconòmica brasilera. Critiquen la seva manera de viure i els consideren com « emergents » àvids de signes exteriors d'èxit social.

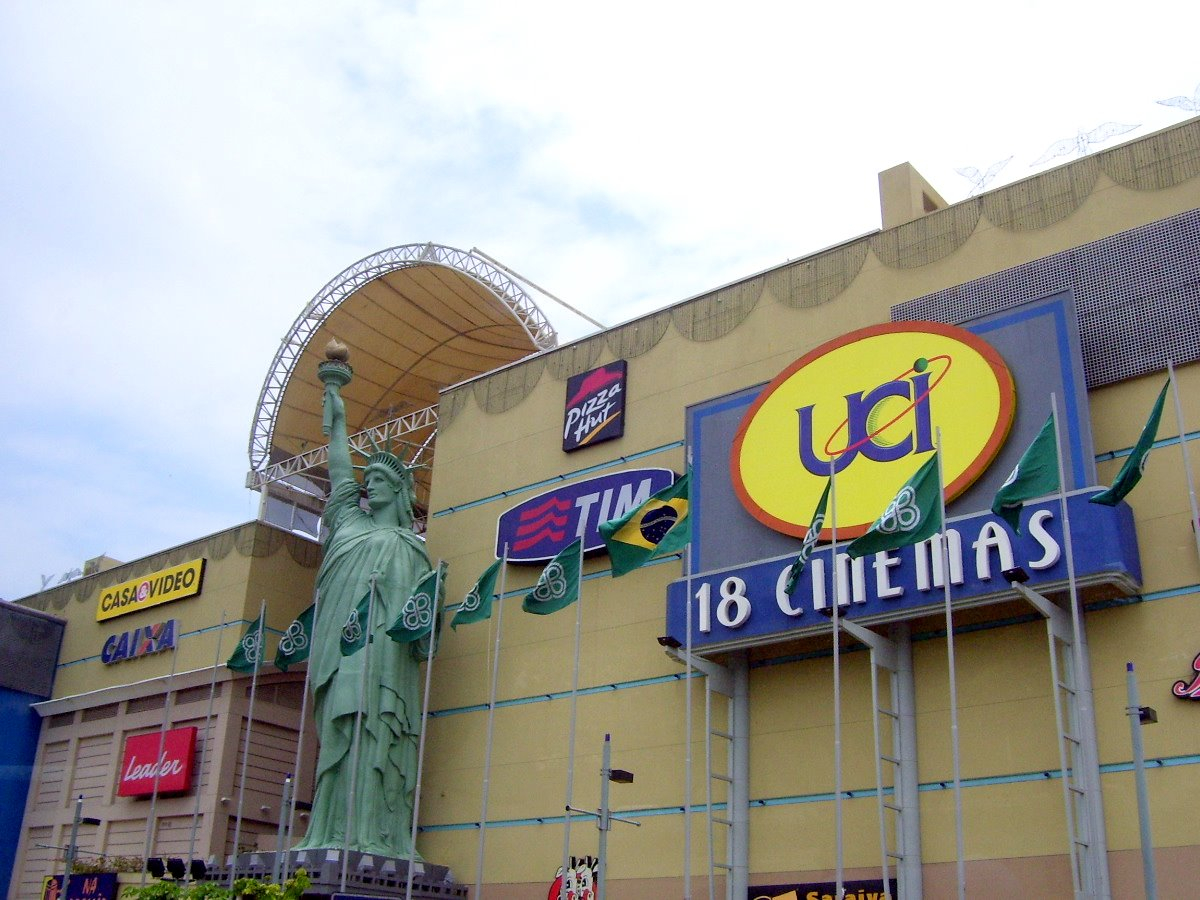
La façana de la New York City Center, signe del américanisation del barri.
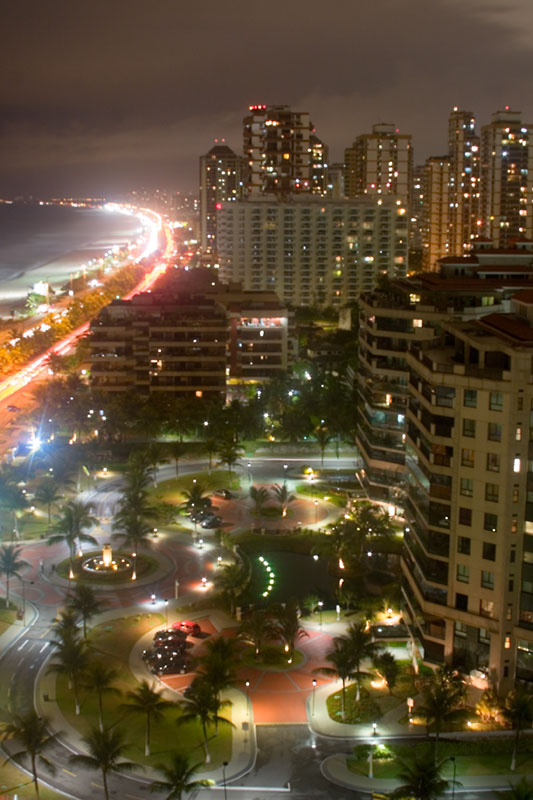
Vista del barri, que assembla als de Miami.
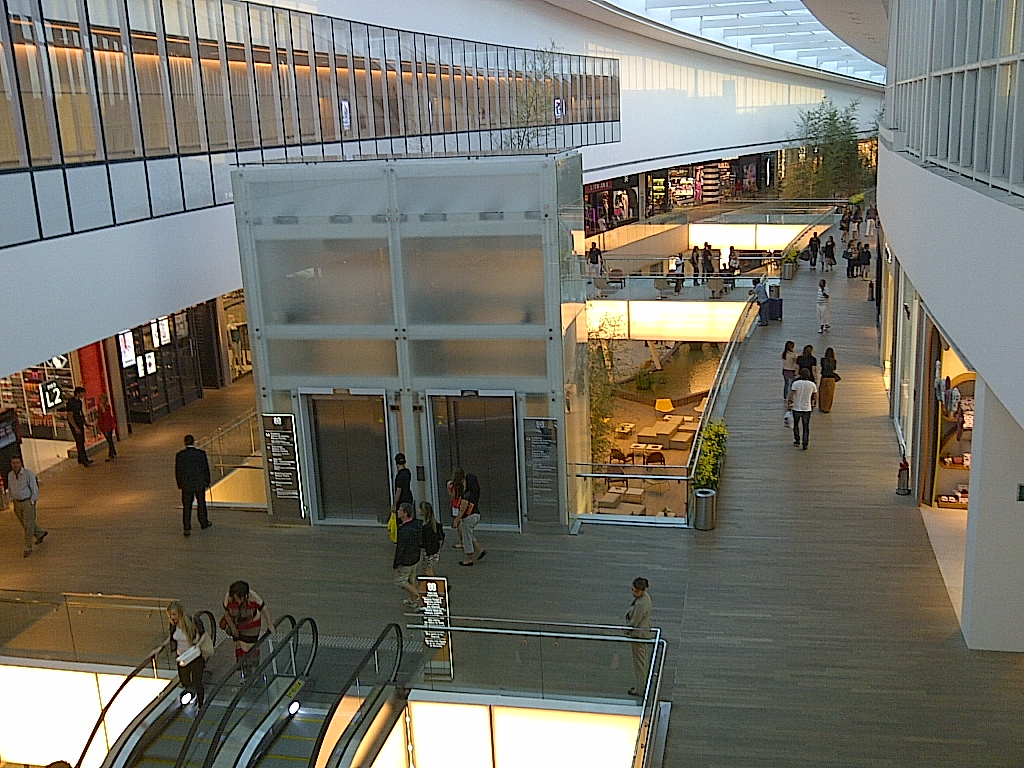
El consum ha esdevingut la una de les característiques del barri.